# إيلنفيل (نيويورك)
إيلنفيل (بالإنجليزية: Ellenville, New York)‏ هي منطقة سكنية تقع في الولايات المتحدة في مقاطعة أولستر، نيويورك. يقدر عدد سكانها بـ 4,135 نسمة ومساحتها 22.7 كم2 وترتفع عن سطح البحر 103 متر.

## أعلام
- بيل س. ديفيس